# مارتين كاربلوس
مارتين كاربلوس (بالألمانية: Martin Karplus)‏ (مواليد 15 مايو 1930) هو عالم كيمياء نظرية أمريكي من مواليد النمسا، يعمل كبروفسور للكيمياء في جامعة هارفارد، كما أنه مدير مخبر كيمياء الفيزياء الحيوية المشترك بين المركز الوطني الفرنسي للبحث العلمي وجامعة ستراسبورغ.
حصل كاربلوس على جائزة نوبل في الكيمياء للعام 2013 بالشراكة مع مايكل لويت وأريه وارشيل على أعمالهم في تطوير نماذج متعددة القياسات للأنظمة الكيميائية المعقدة.

## روابط خارجية
- مارتين كاربلوس على موقع الموسوعة البريطانية (الإنجليزية)
- مارتين كاربلوس على موقع مونزينجر (الألمانية)
- مارتين كاربلوس على موقع إن إن دي بي (الإنجليزية)